# Sinagoga Magen David de Calcuta
La Sinagoga Magen David o la Sinagoga del Escudo de David, es un edificio religioso que se encuentra en el cruce de la vía Brabourne  y la calle Canning (vía Biplabi Rashbehari) en Calcuta, en la India. Magen David es la segunda sinagoga que funciona en Calcuta, siendo la otra la Sinagoga Beth El en la calle Pollock.
La sinagoga fue construida en 1884 por Elías David Joseph Esdras en la memoria de su padre David Joseph Esdras, que hizo su fortuna en el negocio de bienes raíces en Calcuta.